# Plagiolepis vanderkelleni
Plagiolepis vanderkelleni är en myrart som beskrevs av Auguste-Henri Forel 1910. Plagiolepis vanderkelleni ingår i släktet Plagiolepis och familjen myror.

## Underarter
Arten delas in i följande underarter:
- P. v. polita
- P. v. tricolor
- P. v. vanderkelleni